# ローレンス・アドルフ・スタインハート

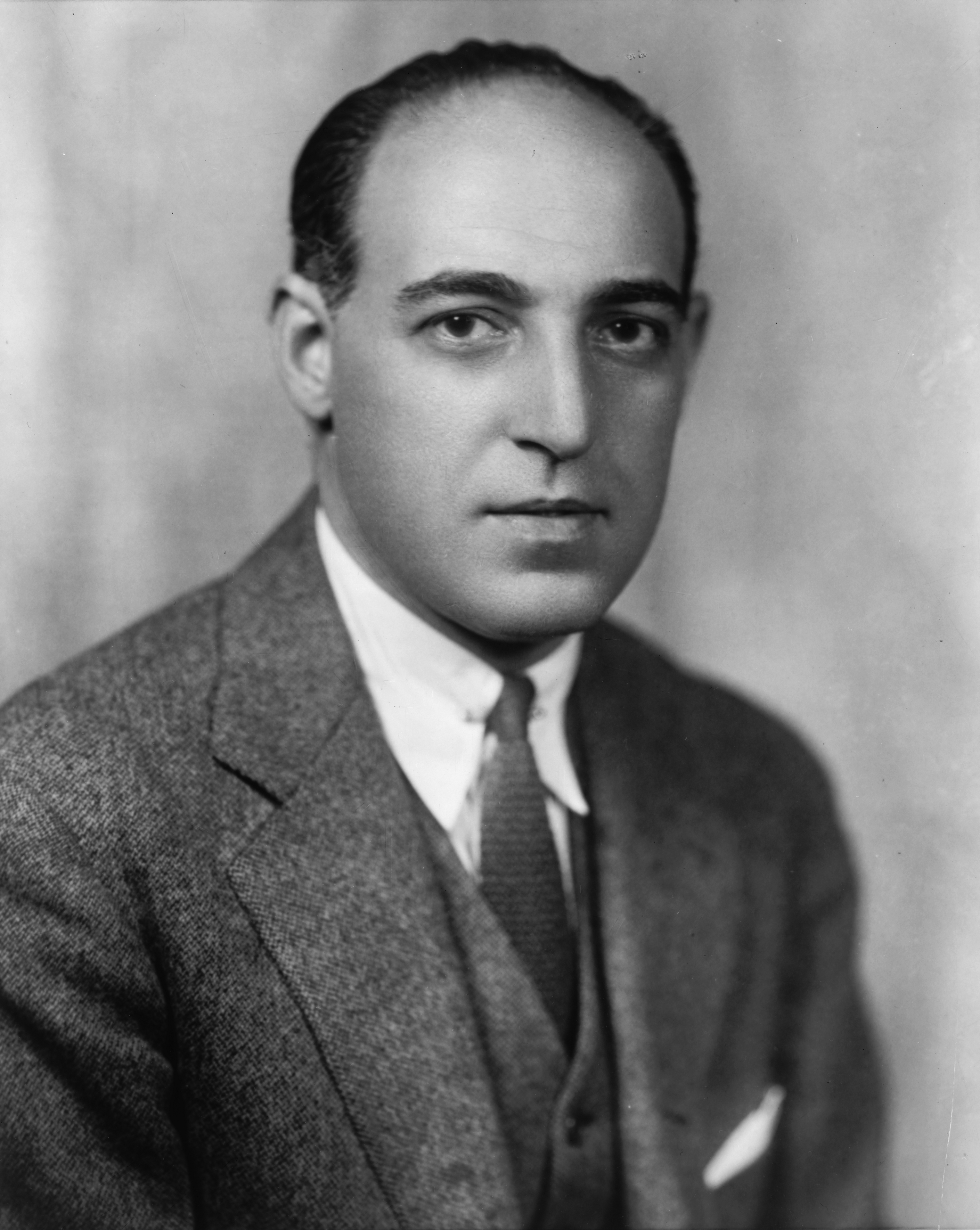
ローレンス・アドルフ・スタインハート

ローレンス・アドルフ・スタインハート（Laurence Adolph Steinhardt, 1892年10月6日 - 1950年3月28日）は、アメリカ合衆国の外交官。駐スウェーデン公使、駐ペルー大使、駐ソビエト大使、駐トルコ大使、駐チェコスロバキア大使、駐カナダ大使を務めた。

## 生涯
1892年10月6日、ローレンス・アドルフ・スタインハートはニューヨーク州ニューヨークにおいて誕生した。スタインハートはコロンビア大学で学び、1915年に法科大学院で法学士号を取得した。スタインハートは1916年にニューヨーク州で弁護士として認可を受けた。スタインハートは第一次世界大戦中、アメリカ陸軍需品科に所属し、軍曹を務めた。
スタインハートは1933年にフランクリン・ルーズベルト大統領から駐スウェーデン公使に任命された。スタインハートは1937年に駐ペルー大使、1941年に駐ソビエト大使に任命された。
1941年、ドイツによるソ連侵攻の際、諸外国の大使館はモスクワから東方のクイビシェフに退避することを促された。スタインハートらアメリカ外交団は1941年末に、二等書記官ルウェリン・トンプソンら最小限度の人員のみをモスクワに残して、クイビシェフへ避難した。
スタインハートは1942年に駐トルコ大使に任命された。駐トルコ大使在任中、スタインハートはベルゲン・ベルゼン強制収容所に収容された捕虜の救助を求めた。スタインハートはまた、トルコに逃れた知識人の支援に手を貸した。
1945年、ハリー・トルーマン大統領はスタインハートを駐チェコスロバキア大使に任命し、続いて1948年に駐カナダ大使に任命した。スタインハートは駐カナダ大使在任中の1950年3月38日、ワシントンD.C.に向かう途中、飛行機事故により死亡した。スタインハートが登場していた飛行機は、オンタリオ州ラムジーヴィル近郊の上空で爆発・墜落した。スタインハートの遺体はアーリントン国立墓地の第30セクションに埋葬された。

## 家族
ローレンス・アドルフ・スタインハートの父親はアドルフ・マックス・スタインハート (Adolphe Max Steinhardt)、母親はアディー・アンターマイアー (Addie Untermyer) であった。
スタインハートは1917年にダルシー・イェーツ・ホフマン (Dulcie Yates Hofmann) と結婚し、一人娘ダルシー・アン (Dulcie Ann) をもうけた。